# Барки-Брео (Кунео)
Барки-Брео је насеље у Италији у округу Кунео, региону Пијемонт.
Према процени из 2011. у насељу је живело 33 становника. Насеље се налази на надморској висини од 676 м.